# John Stott
Pour les articles homonymes, voir Stott.
John Robert Walmsley Stott (27 avril 1921–27 juillet 2011) est un théologien, évangélique , essayiste et prêtre anglican. Chef de file du mouvement évangélique, il a figuré en 2005 dans le classement du Time des 100 personnes les plus influentes au monde. John Stott est considéré par beaucoup comme le « pape des évangéliques. »

## Biographie
John Stott est né à Londres en 1921. Son père, Arnold Stott, est un physicien agnostique à Harley Street alors que sa mère, Emily, est une fervente chrétienne luthérienne qui fréquente l'église anglicane All Souls à Londres.
Alors qu'il suit sa formation à Rugby School, établissement qu'il a intégré en 1935, John entend un sermon du révérend Eric Nash (en) qui transforme sa vie spirituelle.
Objecteur de conscience, John étudie le français et la théologie au Trinity College de Cambridge, puis suit une formation pour être ordonné prêtre dans l'Église d'Angleterre au Ridley Hall de Cambridge.
Ordonné au sein de l’Église anglicane, il reste célibataire toute sa vie.
Sa passion favorite est l'ornithologie.
John Stott meurt le 27 juillet 2011 dans sa maison de retraite à Lingfield.
Ses funérailles ont eu lieu le 8 août 2011 à l'église All Souls. Un site internet tenant lieu de mémorial a été créé pour l'occasion.

## Ministère chrétien
Le ministère de John Stott a marqué le monde évangélique de la deuxième moitié du XXe siècle.

### Influence locale
John Stott est ordonné prêtre en 1945 et devient vicaire puis recteur de l'église All Souls, dans laquelle il a grandi et passera toute sa vie, excepté ses quelques années à Cambridge. C'est alors qu'il devient de plus en plus connu, notamment pour ses positions évangéliques au sein de l'Église anglicane.
Il est également l’aumônier de la reine d'Angleterre de 1959 à 1991, année durant laquelle il reçoit le titre d’aumônier « extraordinaire » de la Reine.

### Influence internationale
John Stott joue un rôle de rassembleur au sein de la mouvance évangélique au niveau international. Issu d’une église étroitement liée à l’Etat, il est parvenu, grâce à de nombreux voyages à travers le monde pour prêcher et enseigner, à se faire reconnaître comme une personne de référence pour tous les évangéliques, qu’ils soient issus d’églises prônant la séparation de l'Église et de l'État ou non.
« Son leadership était apprécié non seulement à Londres mais également au niveau national et international. Ses prêches ont attiré beaucoup de personnes vers le Christ et permis à d'autres de rester sur la voie du christianisme », a déclaré Hugh Palmer, le recteur actuel de l'église All Souls.
À l'issue de la Seconde Guerre mondiale, le monde évangélique est enfermé dans un fondamentalisme étroit. Mais aujourd'hui, c'est largement grâce au leadership de John Stott que ce même mouvement évangélique est devenu la branche la plus dynamique du christianisme mondial.
En 1974 à l’occasion du Congrès de Lausanne (en), il préside le comité de rédaction de la Déclaration de Lausanne, un document devenu une référence pour la plupart des évangéliques de la planète. La Déclaration de Lausanne associe l’affirmation claire des convictions théologiques évangéliques : l’importance de la mort du Christ sur la croix pour le salut de l’humanité, l’unicité du salut en Christ et un souci d’incarner socialement les valeurs de l’évangile dans un monde en souffrance. John Stott reste très impliqué dans ce qui est devenu le Mouvement de Lausanne, une organisation évangélique qui a comme but de promouvoir l'évangélisation chrétienne à travers le monde. Il préside aussi le comité de rédaction du Manifeste de Manille en 1989.
En 1974 également, il fonde l'organisation chrétienne Langham Partnership International (en), connue aux États-Unis sous le nom de John Stott Ministries et en 1982, le London Institute for Contemporary Christianity (Institut du christianisme contemporain), dont il reste président d'honneur jusqu'à sa mort.
Il est vice-président de l'International Fellowship of Evangelical Students (Union internationale des groupes bibliques universitaires) de 1995 à 2003. Dans le cadre de cette fonction il a un impact sur la foi d'étudiants dans les universités aux quatre coins du monde.

### Retraite
Il annonce sa retraite du ministère public en avril 2007 à l'âge de 86 ans. Tout en restant recteur émérite de l'église All Souls, il intègre alors le collège Saint-Barnabas, une maison de retraite pour prêtres anglicans, à Lingfield, au sud de Londres.

## Théologie
John Stott professe une foi évangélique classique. Il met l'accent sur la nécessité d'une conversion personnelle, sur l'autorité des Écritures et sur la centralité de la mort de Jésus pour les pécheurs. Mais il insiste aussi beaucoup sur l'importance pour le chrétien de se servir de son intelligence et s'oppose à toute attitude anti-intellectuelle. Il croit fermement aux dimensions morales et sociales de l'Évangile biblique, y compris la recherche de la justice pour les pauvres et l'importance de prendre soin de la création. Ainsi, bien qu'ayant toute sa vie un cœur d'évangélique, il s'est toujours refusé à l'idée de limiter l'engagement du chrétien à la seule évangélisation.
Il suscite et encourage la renaissance de la prédication biblique à travers le monde.

## Publications
John Stott est l'auteur de plus de 50 livres, dont les plus connus sont:
- L’Essentiel du Christianisme (1966)
- La Croix de Jésus-Christ (1988), livre de théologie.
- Le Chrétien et les défis de la vie moderne (1989), ouvrage de vulgarisation.
- La foi évangélique. Un défi pour l’unité (2000), publication en deux tomes à portée sociale.
- Le Chrétien à l'aube du XXIe siècle (2000).

Un grand nombre de ses ouvrages ont été traduits dans de nombreuses langues, entre autres en français.
À travers son organisation Langham Partnership, il subventionne une partie des ouvrages vendus dans les pays du tiers monde pour des raisons de formation. Les fonds de Langham Partnership proviennent en grande partie des royalties perçus par Stott sur la vente de ses ouvrages dans les pays occidentaux. Aujourd'hui, Langham Partnership poursuit un but triple : former des prédicateurs, fournir des bourses aux doctorants qui enseigneront ensuite dans leurs séminaires nationaux, aider le clergé à se constituer des bibliothèques de base en lui proposant des livres à bas prix.  John Stott a demandé que toute donation reçue après sa mort soit versée à Langham Partnership, un partenariat fondé par lui afin de promouvoir l'enseignement et la prédication biblique à travers le monde.
« Par ses écrits, Stott a nourri et défié la foi de millions de chrétiens, nous exhortant à une foi réfléchie et équilibrée. Il est impossible de calculer l'impact de son héritage à travers les deux organisations qu'il a fondées : Langham Partnership International et l’Institut du christianisme contemporain de Londres », synthétise Chris Wright, directeur de Langham Partnership.